# Апсида (астрономия)
 Тази статия е за видовете апсиди в астрономията – „апогей“, „перигей“, „афелий“ и „перихелий“.  За други значения вижте Апсида.  
В астрономията, апсидата на дадено тяло е точката от елиптичната орбита на дадено тяло, имаща най-голямо или най-малко разстояние до барицентъра на системата. Точката на минимално разстояние се нарича периапсида, а на най-голямото – апоапсида. Права линия, прекарана през периапсидата и апоапсидата, се нарича линия на апсидите или главна ос на елиптичната орбита на тялото.
Ориентацията на апсидната линия се мени с времето, което е известно като апсидна прецесия. За Земята този прецесионен период е около 112 000 г.
В зависимост от централното тяло се използват различни варианти на термините периапсида и апоапсида. За околоземни се използват термините перигей и апогей (произлизащи от гръцкото име на Земята – Гея). За околослънчеви орбити се използват перихелий и афелий (произлизащи от Хелиос).
Валидни са следните зависимости:
- В периапсида се постига максимална орбитална скорост {\displaystyle v_{\mathrm {per} }={\sqrt {\frac {(1+e)\mu }{(1-e)a}}}\,} на разстояние {\displaystyle r_{\mathrm {per} }=(1-e)a\!\,} (периапсидно разстояние)
- В апоапсида се постига минимална орбитална скорост {\displaystyle v_{\mathrm {ap} }={\sqrt {\frac {(1-e)\mu }{(1+e)a}}}\,} на разстояние {\displaystyle r_{\mathrm {ap} }=(1+e)a\!\,} (апоапсидно разстояние)

И още:
{\displaystyle h={\sqrt {(1-e^{2})\mu a}}}
{\displaystyle \epsilon =-{\frac {\mu }{2a}}}
където:
- {\displaystyle a\!\,} е голямата полуос
- {\displaystyle e\!\,} е ексцентрицитетът
- {\displaystyle h\!\,} е специфичния относителен ъглов момент
- {\displaystyle \epsilon \!\,} е специфичната орбитална енергия
- {\displaystyle \mu \!\,} е стандартния гравитационен параметър

Свойства:
{\displaystyle e={\frac {r_{\mathrm {ap} }-r_{\mathrm {per} }}{r_{\mathrm {ap} }+r_{\mathrm {per} }}}=1-{\frac {2}{{\frac {r_{\mathrm {ap} }}{r_{\mathrm {per} }}}+1}}={\frac {2}{{\frac {r_{\mathrm {per} }}{r_{\mathrm {ab} }}}+1}}-1}
Обърнете внимание, че при превръщане на височини над повърхността в разстояния, радиусът на централното тяло трябва да бъде прибавен и обратно.
Средноаритметичната стойност на двете разстояния е голямата полуос {\displaystyle a\!\,}. Средногеометричната стойност е малката полуос {\displaystyle b\!\,}.
Средногеометричното на двете скорости е {\displaystyle {\sqrt {-2\epsilon }}}, където скоростта съответства на допълнителната кинетична енергия, която би позволила от всяка точка на орбитата напускане на системата (втора космическа скорост, се равнява на корен квадратен от сумата на квадратите на двете скорости).

## Терминология
За обозначаване на орбити около различни тела често се използват следните термини:
| Небесно тяло | Най-близко разстояние                    | Най-далечно разстояние               |
| ------------ | ---------------------------------------- | ------------------------------------ |
| Звезда       | Периастрий                               | Апастрий                             |
| Черна дупка  | Перимелазма                              | Апомелазма                           |
| Слънце       | Перихелий                                | Афелий                               |
| Меркурий     | Перихермий                               | Афермий                              |
| Венера       | Периситерий                              | Апоситерий                           |
| Земя         | Перигей                                  | Апогей                               |
| Луна         | Периселен/Периселений/Перисинтий/Перилун | Апоселен/Апоселений/Апосинтий/Аполун |
| Марс         | Периарей                                 | Апоарей                              |

Когато става дума за Луната, периселений е моментът или точката на максимално приближаване до лунната повърхност на изкуствен спътник или на друго небесно тяло в лунна орбита. Апоселений обратно е моментът или точката от лунната орбита, когато спътникът е най-отдалечен от повърхността на Луната.
За другите планети от Слънчевата система не се употребяват индивидуални термини, а по-скоро се използват перигей и апогей в качеството им на периапсида и апоапсида на орбитата около съответната планета.